# Cleome cleomoides
Cleome cleomoides är en paradisblomsterväxtart som först beskrevs av Ferdinand von Mueller, och fick sitt nu gällande namn av H.H. Iltis. Cleome cleomoides ingår i släktet paradisblomstersläktet, och familjen paradisblomsterväxter. Inga underarter finns listade i Catalogue of Life.